# Freundschaftsgalerie

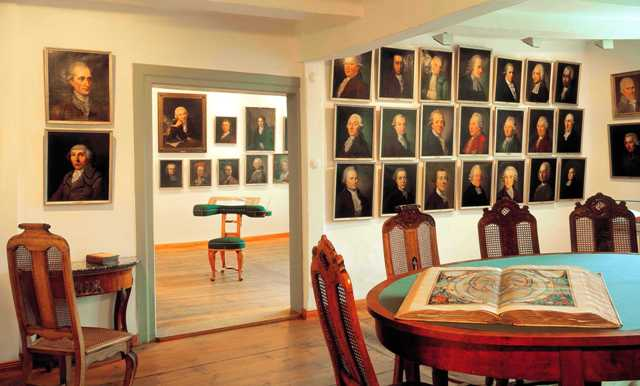
Johann Wilhelm Ludwig Gleims Freundschaftsgalerie

Als Freundschaftsgalerie wird eine Porträtsammlung bezeichnet, die hauptsächlich Werke der Malerei (Gemälde) beinhaltet. In der Regel handelt es sich um eine private Sammlung zu Repräsentationszwecken.

## Geschichtliche Entwicklung
Erste große private Porträtsammlungen entstanden bereits in der frühen Neuzeit an Fürstenhöfen und bisweilen auch im Umkreis wohlhabender Vertreter des Humanismus. Ihre Entstehung verdankten sie jedoch in erster Linie politischen, historischen oder beruflichen Motiven. Als herausragende Beispiele sind die Porträtgalerie des Paolo Giovio in Como, die auch Porträts befreundeter Zeitgenossen beinhaltete, oder die um 1450 von Andrea del Castagno in der Villa Pandolfini in Florenz angelegte Porträtsammlung anzuführen. In den 1730er Jahren wurden erste Porträt- und Freundschaftsgalerien in England, so im  Englischen Garten von Stowe angelegt.
In Deutschland entstanden anspruchsvolle private Freundschaftsgalerien, die dutzende von Porträts umfassten, erst in der zweiten Hälfte des 18. Jahrhunderts. Weitgehend erhaltene bedeutende Freundschaftsgalerien im deutschsprachigen Raum wurden im letzten Drittel des 18. Jahrhunderts vom Leipziger Verleger Johann Wilhelm Ludwig Gleim, Philipp Erasmus Reich und Angelika Kaufmann angelegt.
Johann Wilhelm Ludwig Gleims ab 1750 aufgebaute Freundschaftsgalerie umfasste gegen Ende des Jahrhunderts 110 Einzelporträts. Ende der 1760er Jahre wurden außer Freunden und Verwandten auch nicht persönlich bekannte ehrwürdige Zeitgenossen aufgenommen. Gleim bestimmte testamentarisch den Erhalt der Sammlung, die jährlich um das Porträt eines verdienstvollen deutschen Mannes erweitert werden sollte. Philipp Erasmus Reichs Freundschaftsgalerie soll auf ihrem Höhepunkt 42 Einzelporträts umfasst haben. Die Sammlung wurde vor dem Wegzug der Witwe 1802 der Universität Leipzig übereignet.
Eine quantitative und qualitative Sonderform stellt die ab den 1780er Jahren entstandene Freundschaftsgalerie des Münchener Publizisten und Verlegers Johann Baptist Strobl dar. Sie umfasst 200, von einem einzigen Künstler Joseph Georg Edlinger, angefertigte Porträts ehrwürdiger bayerischer Persönlichkeiten. Aufgrund des großen Umfanges und der ideologischen Zuordnung Strobls und der Dargestellten wird diese Freundschaftsgalerie von einigen Kunsthistorikern als Porträtgalerie des bayerischen Illuminatenordens angesehen.
Johann Caspar Lavaters physiognomische Ideenlehre beeinflusste die Darstellung ab den 1770er Jahren. Herausragende verpflichtete Künstler im deutschsprachigen Raum waren neben Angelika Kaufmann Heinrich Pfenninger und insbesondere Anton Graff.
Die aufkommende Fotografie bewirkte das Ende der aufwendigen und kostspieligen Freundschaftsgalerien.

## Bedeutende erhaltene Freundschaftsgalerien
- Gleims Freundschaftstempel im Gleimhaus in Halberstadt.
- Freundschaftsgalerie des Leipziger Verlegers Philipp Erasmus Reich, die seit 1802 mit 31 von vermutlich 42 Einzelporträts in der Kustodie der Universität Leipzig aufbewahrt wird
- Strobels Iluminatengalerie, wird in verschiedenen bayerische Museen verteilt archiviert
- Freundschaftsgalerie des Malers Friedrich Boser in Düsseldorf mit 57 Einzelporträts von Künstlern der Düsseldorfer Malerschule aus den Jahren 1835–1845